# Antonio Socci
Antonio Socci (Siena, 18 gennaio 1959) è un giornalista, saggista e conduttore televisivo italiano.

## Biografia
Figlio e nipote di minatori, negli anni del liceo milita negli ambienti della sinistra per poi approdare nel 1977 a Comunione e Liberazione, a cui in seguito non ha risparmiato vivaci critiche. Frequenta l'università di Siena, dove segue i corsi di critica letteraria di Franco Fortini e dove nel 1983 si laurea in Lettere moderne con una tesi in filologia romanza sulla Divina Commedia. Nel 1984 inizia a lavorare al settimanale Il Sabato, e si sposa. Torna a Siena per tre anni a dirigere l'ufficio cultura della Provincia, avendo vinto il relativo concorso pubblico. Nel 1985 nasce Caterina, la sua prima figlia, l'anno successivo Maria e nel 1997 Michelangelo, il terzo figlio.
Rientrato a Il Sabato con l'inchiesta giornalistica in tre puntate sulla crisi del mondo cattolico Tredici anni della nostra storia, nel 1987 viene denunciato con Roberto Fontolan al tribunale ecclesiastico della diocesi di Milano dall'associazione di cattolici progressisti Rosa Bianca per alcune affermazioni negative su Giuseppe Lazzati. Il cardinale Carlo Maria Martini fa opera di mediazione, a cui Il Sabato aderisce ripubblicando l'inchiesta con una prefazione in cui il filosofo Augusto del Noce afferma che non vi è contenuta alcuna critica "per la figura morale di Lazzati". Dirige per alcuni mesi la rivista internazionale 30Giorni nella Chiesa e nel mondo, poi torna a Il Sabato e dopo la sua chiusura nel 1993 passa a Il Giornale come editorialista. Ha collaborato e collabora con Il Foglio, Libero e Panorama.
Nel 2002 è chiamato in Rai come vicedirettore di Rai 2. È stato autore e conduttore del programma Excalibur (2002-04). Dal 2004 al 2020 è stato direttore, per conto della Rai, della Scuola di giornalismo radiotelevisivo di Perugia. Ha lasciato l'incarico in seguito alle polemiche scaturite da un suo tweet in cui criticava Papa Francesco.. Con la pubblicazione nel 2014 del suo libro Non è Francesco, Socci ha esposto la sua personale tesi circa l'invalidità dell'elezione di papa Francesco, un argomento, questo, che tuttavia non è mai stato preso in considerazione da nessun canonista, e che è costato inoltre all'autore le critiche di Maurizio Crippa su Il Foglio. Nello stesso libro Socci ha esternato la propria delusione per l'operato del Pontefice, giudicato reticente nei confronti dei massacri dei cristiani perseguitati nel mondo e dedito invece a denunciare i difetti dei cattolici che secondo lui dovrebbe invece difendere e confortare.
Egli ha criticato a lungo il Pontefice per la sua apertura incondizionata verso gli immigrati, per alcune affermazioni che accrescono il disorientamento tra i fedeli e per i tentativi di un dialogo, secondo lui impossibile, sul piano teologico e dottrinale con altre fedi.
Ne La profezia finale, pubblicato nel gennaio 2016 sotto forma di lettera aperta al Papa, Socci lancia un allarme su un'apocalisse incombente sulla Chiesa e sul mondo annunciata da segni dei tempi come gli atti terroristici islamici.
(Dalla seconda di copertina de La profezia finale)
Dopo aver ricevuto copia de La profezia finale, papa Francesco ha inviato un messaggio di ringraziamento ad Antonio Socci, il quale l'ha pubblicato nel suo sito ufficiale, insieme alla sua risposta. 
Dal 13 dicembre 2021, con un articolo pubblicato su Libero, ha improvvisamente modificato in senso positivo il suo giudizio su papa Francesco. In seguito ha più volte difeso l'operato del Pontefice, invitando Giorgia Meloni ed il centro-destra italiano a seguire l'agenda politica di Papa Francesco.

## Opere
- Obiettivo Tarkovskij. L'opera, la spiritualità, il pensiero di un grande del cinema del '900, Prefazione di Krzysztof Zanussi, Milano, Editoriale italiana, 1987.
- Tredici anni della nostra storia. 1974-1987, Con Roberto Fontolan. Introduzione di Augusto del Noce. Milano, Editoriale italiana, supplemento a Il Sabato n. 13, 1988.
- Pio IX e Garcia Moreno. Il papa scomodo e il presidente cattolico, con Rino Cammilleri, Caltanissetta, Krinon, 1988.
- Il gigante e la cascina. Che cosa succede quando una libera iniziativa rompe la regola della spartizione? Storia di un gruppo di giovani romani e del loro scontro con il Palazzo, a cura di A. Socci, Introduzione di Giancarlo Cesana, Milano, Editoriale italiana, supplemento a Il Sabato n. 35, 1989.
- La società dell'allegria. Il partito piemontese contro la chiesa di don Bosco, Milano, SugarCo, 1989. Ripubblicato nel 2004 col titolo La dittatura anticattolica. Il caso don Bosco e l'altra faccia del Risorgimento.
- Cristiani. L'avventura umana di 14 santi, Prefazione del cardinale Hans Hermann Groër, Roma, Nuova Cultura, 1991.
- Cristiani. Vite di santi, con Lorenzo Cappelletti, Roma, Nuova Cultura, 1993.
- C'era una volta il sacro. Stupidario ecclesiastico, Milano, Bompiani, 1994. Prefazione di Vittorio Messori, ISBN 88-45-221-89-X.
- I nuovi perseguitati. Indagine sulla intolleranza anticristiana nel nuovo secolo del martirio, Casale Monferrato, Piemme, 2002, ISBN 978-88-384-6953-4. [Vincitore del Premio Capalbio, tradotto in spagnolo e polacco]
- Uno strano cristiano. Incontrare Dio nel mondo di oggi: le ragioni di una fede che cambia la vita, Collana Saggi italiani, Milano, Rizzoli, 2003, ISBN 978-88-178-7287-4. [Autobiografia, vincitore del Premio Letterario Basilicata ][16]
- In difesa della vita. Legge 40, fecondazione assistita e mass media, con Carlo Casini, Casale Monferrato, Piemme, 2005, ISBN 978-88-384-10550.
- Mistero Medjugorje, Casale Monferrato, Piemme, 2005, ISBN 978-88-384-8493-3.
- Com'è bello il mondo, com'è grande Dio. Ipotesi sul nuovo millennio, Casale Monferrato, Piemme, 2005, ISBN 978-88-384-8494-0.
- La dittatura anticattolica. Il caso don Bosco e l'altra faccia del Risorgimento, Milano, Sugarco, 2005, ISBN 88-719-8485-4
- I santi secondo me, Casale Monferrato, Piemme, 2006, ISBN 978-88-384-8606-7.
- Il genocidio censurato. Aborto: un miliardo di vittime innocenti, Casale Monferrato, Piemme, 2006, ISBN 978-88-384-8605-0. [Testo tradotto in spagnolo]
- Il quarto segreto di Fátima, Milano, Rizzoli, 2006, ISBN 978-88-170-2227-9.
- Il segreto di Padre Pio, Milano, Rizzoli, 2007, ISBN 978-88-170-1841-8.
- Indagine su Gesù, Milano, Rizzoli, 2008, ISBN 978-88-170-2590-4.
- I segreti di Karol Wojtyla, Milano, Rizzoli, 2009, ISBN 978-88-170-3283-4.
- Caterina. Diario di un padre nella tempesta, Collana Saggi italiani, Milano, Rizzoli, 2010, ISBN 978-88-170-4508-7.
- La guerra contro Gesù, Collana Saggi italiani, Milano, Rizzoli, 2011, ISBN 978-88-170-3736-5.
- I giorni della tempesta, Milano, Rizzoli, 2012, ISBN 978-88-170-5801-8.
- Lettera a mia figlia. Sull'amore e la vita nel tempo del dolore , Milano, Rizzoli, 2013, ISBN 978-88-170-6358-6.
- Tornati dall'Aldilà, Milano, Rizzoli, 2014, ISBN 978-88-170-7210-6.
- Non è Francesco. La Chiesa nella grande tempesta, Milano, Mondadori, 2014, ISBN 978-88-046-4663-1
- Avventurieri dell'eterno, Milano, Rizzoli, 2015, ISBN 978-88-170-7905-1.
- La profezia finale. Lettera a Papa Francesco sulla Chiesa in tempo di guerra, Milano, Rizzoli, 2016. ISBN 978-88-170-8500-7.
- La casa dei giovani eroi. Storia di Caterina e altri guerrieri, Milano, Rizzoli, 2017, ISBN 88-170-9369-6.
- Amor perduto. L'Inferno di Dante per contemporanei, Casale Monferrato, Piemme, 2017, ISBN 88-566-3740-5.
- Traditi sottomessi invasi. L'estinzione di un popolo, senza figli, senza lavoro, senza futuro, Milano, Rizzoli, 2018, ISBN 88-170-9819-1.
- Il segreto di Benedetto XVI. Perché è ancora Papa, Milano, Rizzoli, 2018, ISBN 88-171-0529-5
- Il dio mercato, la Chiesa e l'Anticristo, Milano, Rizzoli, 2019, ISBN 978-88-171-4100-0.
- Dio abita in Toscana Viaggio nel cuore cristiano dell'identità occidentale, Milano, Rizzoli, 2024, ISBN 978-88-171-5502-1.